# Teorema de Prigogine
El teorema de Prigogine es un teorema de la  termodinámica fuera del equilibrio, formulado originalmente por Ilya Prigogine .

El teorema de Prigogine tiene la siguiente formulación:
En un estado estacionario, la producción de entropía dentro de un sistema termodinámico con parámetros externos constantes es mínima y constante. Si el sistema no se encuentra en un estado estacionario, entonces cambiará hasta que la tasa de producción de entropía o, en otras palabras, la función disipativa del sistema, tome el valor más pequeño.
De acuerdo con este teorema, el estado estacionario de un sistema lineal fuera del equilibrio (en condiciones que impidan alcanzar un estado de equilibrio) corresponde a la producción mínima de entropía. Si no se dan tales obstáculos, entonces la producción de entropía alcanza su mínimo absoluto: cero. Un sistema lineal significa el cumplimiento de las relaciones fenomenológicas lineales entre los flujos termodinámicos y las fuerzas motrices. Los coeficientes de proporcionalidad en las relaciones entre flujos y fuerzas motrices se denominan coeficientes fenomenológicos.
Este teorema fue probado por Prigogine en 1947 a partir de las relaciones de Onsager . El teorema de Prigogine resulta válido si los coeficientes cinéticos en las relaciones de Onsager son constantes (no dependen de fuerzas motrices y flujos); sin embargo para sistemas reales, es válido solo de modo aproximado, por lo que la producción de entropía mínima para un estado estacionario no es un principio tan general como la entropía máxima para un estado de equilibrio. Se ha establecido experimentalmente que las relaciones lineales de Onsager resultan válidas en una gama bastante amplia de parámetros para los procesos de conducción y difusión de calor (por ejemplo, la ley de Fourier, la ley de Fick ). Para las reacciones químicas, sin embargo la suposición lineal es válida únicamente en una región estrecha cerca del estado de equilibrio químico. El principio también se viola para los sistemas impares con respecto a la inversión del tiempo.